# 京都府道442号園部停車場線
京都府道442号園部停車場線（きょうとふどう442ごう そのべていしゃじょうせん）は、京都府南丹市を通る一般府道である。

## 概要
南丹市園部町小山東町のJR西日本山陰本線 園部駅から園部駅前交差点に至る。路線長は150 mの短距離路線である。

### 路線データ
- 起点：南丹市園部町小山東町（JR西日本山陰本線 園部駅前）
- 終点：南丹市園部町小山東町（園部駅前交差点、国道9号交点）
- 総延長：150 m

## 地理

### 通過する自治体
- 京都府
  - 南丹市

### 交差する道路
| 交差する道路                    | 交差する場所   | 交差する場所          |
| ------------------------------- | -------------- | --------------------- |
| 国道9号 / 山陰道 国道477号 重複 | 園部町小山東町 | 園部駅前交差点 / 終点 |

### 沿線
- JR西日本山陰本線 園部駅
- 園部重工業 本社工場
- 園部川